# Domestikace ptáků
Domestikace ptáků je proces ochočení opeřenců. V průběhu svého historického vývoje člověk některé druhy ptáků domestikoval a postupně tak vytvářel celospolečensky významné druhy domácí drůbeže, které uspokojovaly nejdříve jeho potřeby náboženské či kultovní, později i nároky potravní.
Chov ptáků pro zálibu je starší než 4000 let a vznikl zřejmě nezávisle na chovu ptáků pro potravu. Podle egyptských hieroglyfů se v klecích chovaly různé druhy ptáků – holubi, papoušci, ibisové a kachny. Ochočení ptáci zaujímali významné místo i ve starověkém umění. Špačci, vrány a kavky byli drženi ve Starověkém Řecku pro jejich schopnost napodobovat lidský hlas. Papoušci se dostali do Řecka až po vpádu Alexandra Velikého do Indie v roce 327 př. n. l. a stali se velmi oblíbenými. V době Starověkého Říma již byly zavedeny kurzy, kde se papoušci učili napodobovat lidský hlas. Plinius starší, který žil v 1. století n. l., uvádí již přesné pokyny pro výcvik takových papoušků.
O chovu ptáků v Evropě po Římanech se dochovalo méně záznamů. Ve 13. století byli ptáci oblíbeni zejména na dvorech panovníků. Kryštof Kolumbus přivezl v roce 1494 při svém návratu z Nového Světa párek amazoňanů kubánských (A. leucocephala) pro královnu Isabelu Kastilskou. V 15. století byli již v Evropě známí kanáři, přivezení z Kanárských ostrovů portugalskými námořníky. Jejich chov se stal velmi populární, zejména u horníků Viktoriánské Anglie, kteří je používali jako indikátor jedovatých plynů v důlních šachtách. V Anglii v 16. století choval Jindřich VIII. papouška žaka. V Německu byl v 18. století vyselektován harcký kanár. První andulky dovezl z Austrálie anglický přírodovědec John Gould až v roce 1840. Po druhé světové válce s rozvojem dopravy se rychle rozmohl obchod s exotickými ptáky a k chovatelům se postupně dostávaly další doposud neznámé druhy ptáků.